# 馬赫穆特拉爾
馬赫穆特拉爾是土耳其的城鎮，位於該國東南部，由安塔利亞省負責管轄，距離首府安塔利亞10公里，主要經濟活動是農業和旅遊業，2010年人口21,980。

## 外部連結
- （页面存档备份，存于）

36°29′34″N 32°05′57″E / 36.49278°N 32.09917°E